# Marinebasis Pashaliman

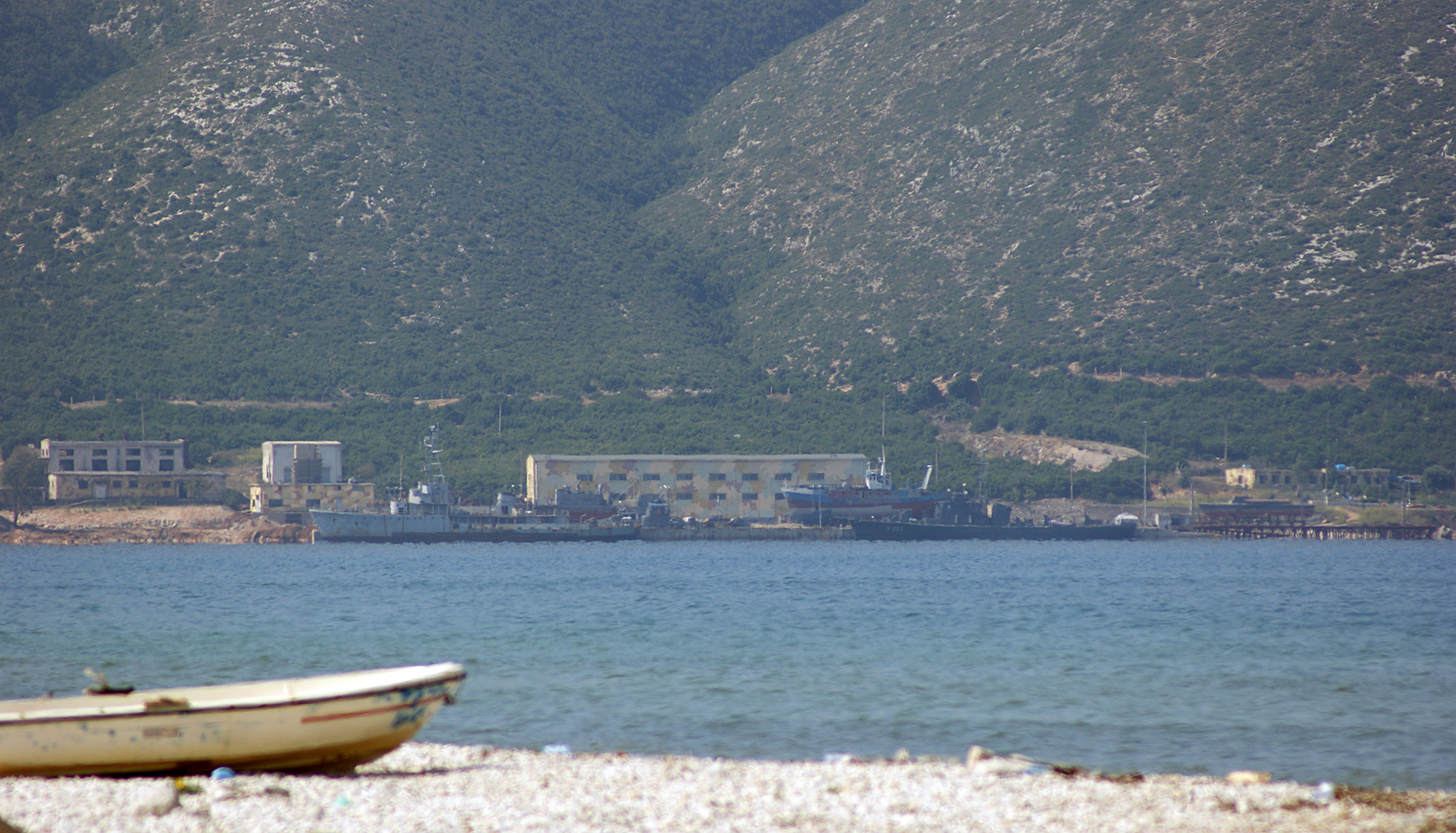
Blick über die Bucht zu Schiffen am Kai der Marinebasis

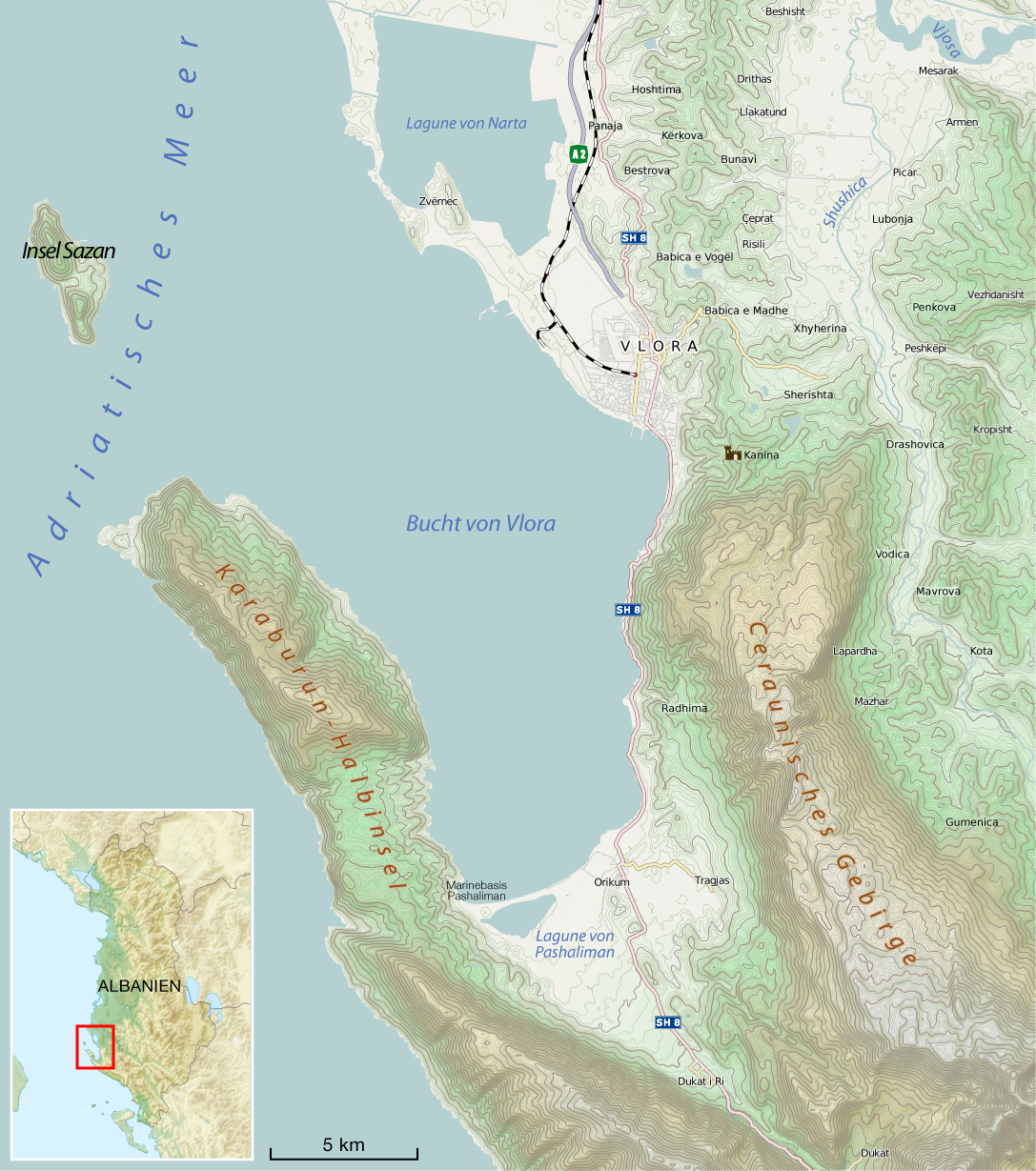
Lage der Basis am Südrand der Bucht von Vlora

Die Marinebasis Pashaliman (albanisch Baza ushtarake e Pashalimanit) ist einer der beiden Hauptstützpunkte der albanischen Marine (der andere ist in Durrës). Sie befindet sich am südwestlichen Ende der Bucht von Vlora beim Ort Orikum. Auch der kleine Marinestützpunkt auf der etwa 25 Kilometer weiter nördlich gelegenen Insel Sazan gehört zur Pashaliman Marinebasis.

## Geschichte
Pashaliman wurde international bekannt, als nach der Gründung des Warschauer Pakts im Jahre 1955, dem Albanien als Gründungsmitglied angehörte, die Sowjetunion dort zwölf ihrer von der NATO als Whiskey-Klasse bezeichneten U-Boote stationierte. Pashaliman war in den 1950er Jahren die einzige sowjetische Militärbasis im Mittelmeerraum, und die Sowjets investierten erhebliche Summen in den Ausbau der von ihnen gepachteten Basis.  Als der albanische Staats- und Parteichef Enver Hoxha 1960/61 im beginnenden Streit zwischen der Sowjetunion und China die Partei Chinas ergriff und die UdSSR zur Beendigung ihrer militärischen Präsenz in Albanien aufforderte, drohte Moskau im April 1961 mit der Besetzung von Vlora, um den drohenden Verlust der Basis abzuwenden, und kündigte alle Wirtschafts- und Militärhilfe auf. Zur Besetzung Vloras kam es dann allerdings doch nicht, da die Eskalation des Kalten Kriegs Moskau an anderen Orten beschäftigte.

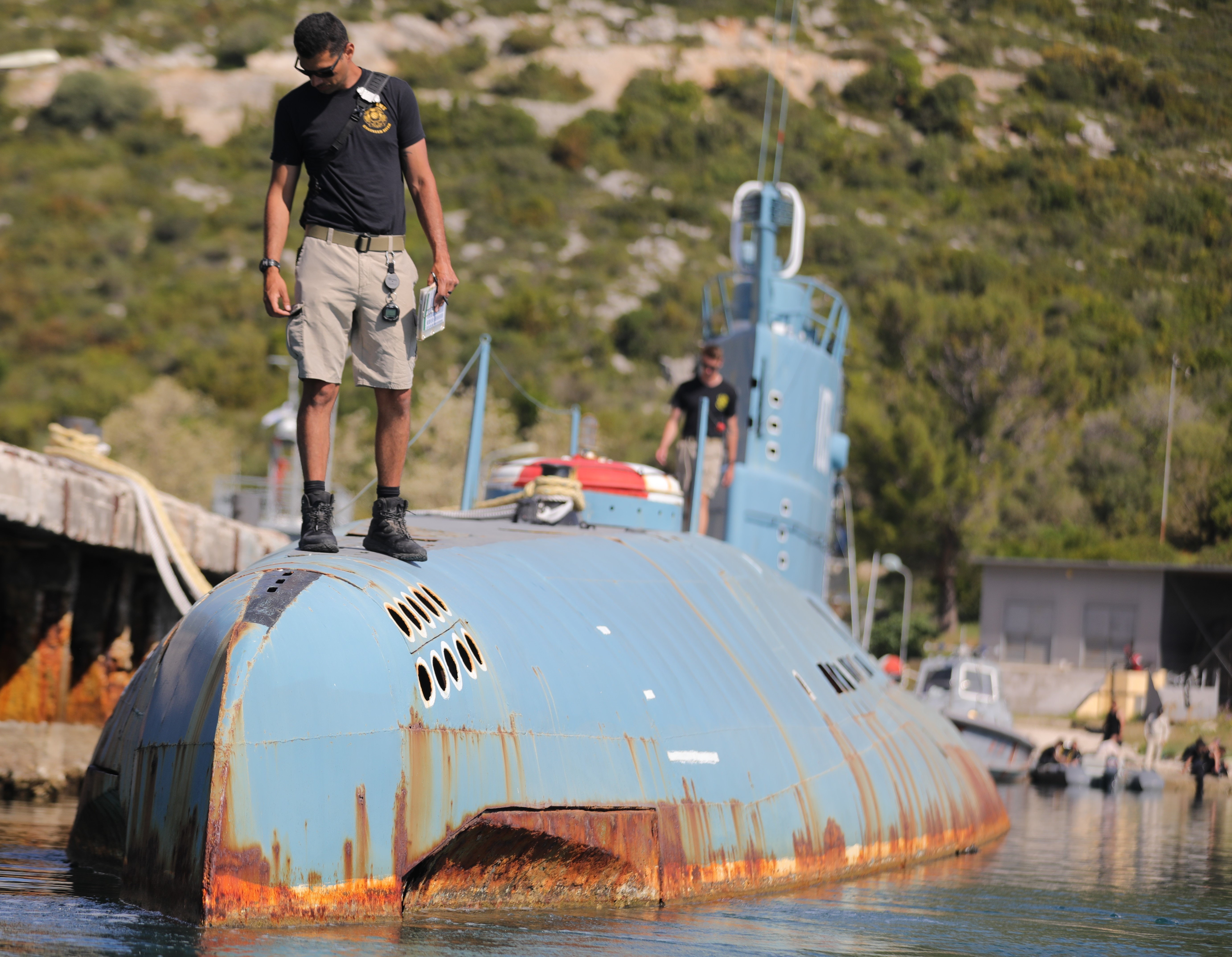
Ein US-amerikanischer Tauchinstruktor steht auf einem der U-Boote während einer gemeinsamen Übung mit der albanischen Marine im Mai 2021

Als die Sowjetunion dann ihre U-Boote aus Albanien abzog, eignete sich Hoxha vier der 1955 und 1956 gebauten Boote (S-241, S-242, S-358, S-360) an, die mit albanischen Besatzungen gefahren waren und die daher, nach seiner Auffassung, albanisches Eigentum seien. Die Boote wurden zunächst mit chinesischer Hilfe weiterbetrieben. Als diese ab den späten 1960er Jahren ausblieb, wurde dies zunehmend schwieriger.  Das erste Boot wurde bereits 1976 stillgelegt und als Ersatzteillieferant für die anderen benutzt. Das letzte Boot wurde im Jahre 2003 außer Dienst gestellt. Alle vier lagen in der Folge in zunehmend verwahrlostem Zustand an einer Mole im Nordteil des Hafens von Pashaliman. Im Jahr 2012 sollen aber drei der vier U-Boote als Alteisen verkauft und entsorgt worden sein.
Die Ereignisse rund um den Abzug der Sowjets und die albanische Übernahme der U-Boote wurden von Ismail Kadare im Roman Der große Winter („Dimri i madh“, 1977) dargestellt.

## Heutige Nutzung
Nach dem Ende des kommunistischen Regimes verkam die Basis, und beim sogenannten Lotterieaufstand von 1997 wurde sie verwüstet.  Danach wurde sie im Rahmen eines albanisch-türkischen Abkommens von der Türkei renoviert, die seither auch ein Recht zur Nutzung hat.
Im Mai 2009 lief in Pashaliman das erste wieder in Albanien gebaute Kriegsschiff vom Stapel.  Es wurde am 13. September in Pashaliman in Dienst gestellt. Das Patrouillenboot P-132 Oriko (benannt nach der antiken Stadt Oricum) wurde dort in Zusammenarbeit mit der niederländischen Werft Damen Shipyards gebaut, die bereits im Jahre 2008 die P-131 Iliria, das erste von vier Schiffen des Typs Stan Patrol 4207 für die albanische Marine, in den Niederlanden gebaut hatte.
Koordinaten: 40° 19′ 30″ N, 19° 25′ 8″ O